# Who Let the Dogs Out?
Who Let the Dogs Out? är en sång skriven och först inspelad av Anslem Douglas år 1998. Den spelades senare in av Baha Men år 2000 och släpptes den 26 juli det året. Baha Mens version vann en Grammy för Best Dance Recording på 2001 Grammy Awards och en Bulgy Award (bulgarisk Grammy) för Best Non Bulgarian Dance Act 2002.